# Egbert Jahn
Egbert Kurt Jahn (* 26. Mai 1941 in Berlin) ist ein deutscher Politikwissenschaftler, Zeithistoriker und Friedensforscher und emeritierter Professor der Universität Mannheim.

## Leben
Nach dem Abitur in Wiesbaden studierte Jahn von 1961 bis 1969 Geschichte, insbesondere osteuropäische, Politikwissenschaft, Geographie und Pädagogik in Marburg a. d. Lahn (u. a. bei Peter Scheibert, Wolfgang Abendroth, Ernst-Otto Czempiel, Karl Christ, Walter Heinemeyer, Carl Schott, Kurt Scharlau, Leonhard Froese), vorübergehend auch in Berlin und Bratislava. Nach dem Staatsexamen 1968 promovierte er 1969 in Osteuropäischer Geschichte bei Peter Scheibert in Marburg a. d. Lahn.
Anfang 1968 gründete er als Student in Marburg a. d. Lahn den Hochschulbund für Friedens- und Konfliktforschung (zunächst: Hochschulbund für interdisziplinäre Polemologie) und gehörte zu den ersten Mitgliedern der ebenfalls 1968 gegründeten Arbeitsgemeinschaft für Friedens- und Konfliktforschung (AFK). Nach einer kurzen Zeit als Wissenschaftlicher Assistent bei Czempiel in Marburg 1969–1970 ging er mit diesem nach Frankfurt a. M. und wurde 1971 erster Wissenschaftlicher Mitarbeiter der Hessischen Stiftung Friedens- und Konfliktforschung. 1974 wurde er dort Leiter der Forschungsgruppe „Sozialistische Länder“ (bis Ende 1990). 1974 war sein Buch "Kommunismus - und was dann? ..." einer der ersten Versuche der historisch begründeten Gewaltkritik. Er setzte mit dem Begriff „Zivilismus“ einen Kontrapunkt zum Militarismus, den Gernot Jochheim später zu vertiefen versuchte. 1975 nahm er einen Ruf auf die Professur für „Sozioökonomische Strukturen, Institutionen und Außenpolitik sozialistischer Länder“, dann für Politikwissenschaft und Politische Soziologie an der Johann Wolfgang Goethe-Universität Frankfurt am Main an. 
1993 erhielt Jahn einen Ruf auf den Lehrstuhl für Politische Wissenschaft und Zeitgeschichte an der Universität Mannheim (bis September 2005) in der Nachfolge von Hermann Weber. 1992 gründete er noch in Frankfurt die Forschungsstelle Konflikt- und Kooperationsstrukturen in Ostmitteleuropa, Südosteuropa und Eurasien (FKKS), die er in Mannheim in Forschungsschwerpunkt Konflikt- und Kooperationsstrukturen in Osteuropa (FKKS) umbenannte. Am Mannheimer Zentrum für Europäische Sozialforschung (MZES) leitete er zunächst einen Arbeitsbereich und zuletzt bis 2009 den Forschungsschwerpunkt „Neue Demokratien und Konfliktregulierung“. Von Mai 2004 bis Ende 2009 hielt Jahn regelmäßig Vorlesungen über „Politische Streitfragen in zeitgeschichtlicher Perspektive“ in Mannheim für Studenten aller Studienrichtungen und für Senioren als einen Beitrag zur politischen Bildung. Seit Oktober 2009 setzte er sie an der Goethe-Universität in Frankfurt fort. In 69 Analysen von politischen Streitfällen vom Kopftuch- und Karikaturenstreit bis zur Auseinandersetzung um die Atombewaffnung Nordkoreas und Irans, in denen er die Positionen der Streitparteien darstellt, untersuchte er die Folgen einer Verwirklichung der jeweiligen Standpunkte und entwickelte eigene Vorschläge zu einer möglichst friedlichen und gewaltfreien Konfliktregulierung. Diese Analysen von „Politischen Streitfragen“ waren bzw. sind im Internet zugänglich und wurden zum Teil auch schon als Buch veröffentlicht.
1986/87 nahm Jahn eine Gastprofessur an der Universität Kopenhagen wahr und wirkte beim Aufbau des Centre of Peace and Conflict Research mit. 1988 war er Gastprofessor an der University of California in Irvine, 1993 an der Universität Vilnius.

## Forschungsschwerpunkte
In den 1960er Jahren befasste sich Jahn vor allem mit der Nationalitätenfrage, dem Nationalismus und der Nationalstaatsidee. Diese Arbeit mündete in seiner Dissertation über „Die Deutschen in der Slowakei in den Jahren 1918–1929. Ein Beitrag zur Nationalitätenproblematik“ (1971). An der HSFK widmete sich Jahn in zahlreichen Aufsätzen der Außen-, Rüstungs- und Entspannungspolitik der UdSSR und der DDR sowie sporadisch auch der anderen sozialistischen Länder, außerdem der deutschen und europäischen Ostpolitik und der Struktur der Ost-West-Beziehungen. Während er anfangs sich mit den sozioökonomischen Strukturen und Interessen in den kommunistisch regierten Ländern auseinandersetzte, maß er seit einem längeren Forschungsaufenthalt in der Sowjetunion im Jahre 1973 den ideologischen Motivationen der sowjetkommunistischen Politik eine entscheidende Rolle zu. Jahn sah dabei einen wichtigen Unterschied zwischen Ideologie als innerem geistigen Antrieb und Propaganda als äußerlicher, oft die eigentlichen Absichten verhüllenden Begründung von Politik zum Zwecke der öffentlichen Legitimation sowie der Kader- und Massenmobilisierung. 
In den Ost-West-Beziehungen sah Jahn den Kalten Krieg als 1963 beendet an und erblickte trotz wiederholter neuer Spannungen und zahlreicher lokaler Kriege, oft mit Beteiligung der Großmächte, Möglichkeiten einer wechselseitigen entspannungspolitischen Annäherung mit konvergenztheoretischen Elementen, also einer Demokratisierung des bürokratischen Sozialismus oder Etatismus und einer demokratisch-sozialistischen Transformation des Kapitalismus mittels Reformen in zahlreichen Schritten. 
Ende der 1970er Jahre wandte sich Jahn der Analyse der politischen Systeme der kommunistischen Länder zu, die in dem Buch „Bürokratischer Sozialismus – Chancen der Demokratisierung?“ (1982) ihren Niederschlag fand. Im Schlusskapitel prognostizierte er, dass große Teile der Bürokratie und der kommunistischen Parteien Träger und Auslöser der Demokratisierung und dass Dissidenten und kritische Intellektuelle allenfalls die Propheten, nicht die soziale Basis der Demokratisierung sein könnten. Von den unterdrückten Nationalitäten und Nationen erwartete er, dass sie „nach wirklicher internationaler Föderation, kultureller Autonomie, im Extremfalle sogar nach nationaler Unabhängigkeit verlangen“ würden. Er rechnete jedoch nicht mit einer Wiedereinführung des Privateigentums an Produktionsmitteln.
Neben seiner wissenschaftlichen Haupttätigkeit befasste sich Jahn mit Fragen der Friedensbewegung und der gewaltfreien Politik zur gesellschaftlichen Veränderung und zur Verteidigung errungener gesellschaftspolitischer Freiheiten und Rechte (soziale Verteidigung oder civilian defense). In dem Bändchen „Kommunismus – und was dann?“ (1974), das offenbar auch heimlich eine gewisse Verbreitung in der DDR fand, interpretierte er die Neue Linke und internationale Studentenbewegung um 1968 als Initiatoren einer dritten Welle der sozialistischen Bewegung nach der sozialdemokratischen und der kommunistischen, die vor der Aufgabe stünde, sich nach der Analyse der Produktionsverhältnisse durch Karl Marx und andere mit den Destruktionsverhältnissen und der sie fundierenden Bürokratisierung und Militarisierung des Systems der Nationalstaaten kritisch auseinanderzusetzen. Den dabei entstehenden pazifistischen Sozialismus nannte er Zivilismus.
Seit einem Forschungsaufenthalt 1989 in der Sowjetunion widmete sich Jahn wieder ganz der Nationalitätenproblematik, den nationalen Bewegungen und der Nationalstaatsbildung, also dem Nationalismus als Legitimation partikularer Staatlichkeit. Dabei ging es ihm vor allem um das Verhältnis von Staatsnationalismus und Ethnonationalismus und ihre Auswirkungen auf die Chancen von Demokratisierung und Gewaltminderung. In seinem dreibändigen Hauptwerk „Nationalismus im spät- und postkommunistischen Europa“, für das 51 Kollegen zu spezifischen Themen und einzelnen nationalen Territorien einen Beitrag leisteten, entwickelte Jahn eine differenzierte Begrifflichkeit zur nationalen Thematik. Jahn begreift Nationalismus als Willen zu eigener Staatlichkeit, der, wenn er massenwirksam wird, eine Großgruppe als Nation konstituiert. Jahn folgte insofern Ernest Gellner und konstruktivistischen Theorieansätzen, als Nationalismen Nationen erzeugen und nicht umgekehrt Nationen Nationalismen. Demnach ist im Unterschied zum vormodernen Adels- und Elitennationalismus moderner Massen-Nationalismus wie Demokratie eine Folge des Gedankens der Volkssouveränität. Nationalismus hat demnach die Funktion, ein staatlich verfasstes oder zu verfassendes Volk von einem anderen Volk zu scheiden. Dieser wissenschaftliche Nationalismusbegriff unterscheidet sich fundamental vom weitverbreiteten engen, pejorativen Alltagsbegriff, der unter Nationalismus nur noch die rechtsradikale, aggressive, intolerante, fremdenfeindliche und gewaltträchtige Form des Nationalbewusstseins versteht. 
Jahn versteht unter Nation nicht nur wie Karl Deutsch und die Vereinten Nationen eine Großgruppe, die bereits einen eigenen Staat (eine Staatlichkeit) hat, sondern auch eine, die eine eigene Staatlichkeit wiederherstellen (z. B. im 19. und zeitweise im 20. Jh. die Polen) oder erstmals in der Geschichte schaffen will (z. B. vor 1991 die Slowenen oder die slawischen Mazedonier). Viele Nationalismen beziehen sich vorwiegend auf eine einzelne ethnische, einige aber explizit auf eine polyethnische oder multilinguale Bezugsgruppe (Schweiz, Belgien, Indien). Jahn unterscheidet zwischen mehreren Typen des Nationalismus als einem nationalen Streben nach staatlicher Unabhängigkeit, nach föderierter Teilstaatlichkeit und nach territorialer oder personal-korporativer Autonomie, außerdem nach überstaatlicher Einigung. Analog zur gestaffelten Staatlichkeit in Bundesstaaten entwarf Jahn den Begriff der Bundesnation, die aus föderierten und autonomen Nationen bestehen kann. Dementsprechend können sich Personen gleichzeitig mehreren, gestaffelten Nationen zugehörig fühlen, was einen Ausweg aus dem herkömmlichen Entweder-oder-Denken über nationale Identitäten ermöglicht und Wege zur politischen Konfliktregulierung zwischen als unvereinbar geltenden Nationalismen bietet. Strukturelle Konflikte, zu denen Jahn außer den zwischen Kapital und Arbeit in Marktwirtschaften, zwischen politischen Parteien in Demokratien auch den zwischen Nationen um ihre Stellung im Staatensystem rechnet, können und sollen nach seiner Auffassung nicht gelöst, sondern im Anklang an Ralf Dahrendorf nur reguliert, d. h. in zivilisierte, gewaltarme Austragungsformen transformiert werden.
Die Erkenntnisse aus seiner Forschung über Nationalismus und Konfliktregulierung nutzte Jahn von 2004 bis 2019 für seine in öffentlichen Vorlesungen ausgewerteten Analysen von 69 gesellschaftlichen und internationalen Streitfällen, um die Schwierigkeiten und Realisierungschancen von gewaltfreier und gewaltarmer Friedenspolitik auszuloten.

## Mitgliedschaften
In der Hessischen Stiftung Friedens- und Konfliktforschung (HSFK) war Jahn mehrmals im Vorstand, von 1975 bis 1976 und von 1981 bis 1982 als Geschäftsführendes Vorstandsmitglied.
Im Mannheimer Zentrum für Europäische Sozialforschung war er von 1996 bis 1999 Mitglied des Vorstandes.
In der Deutschen Gesellschaft für Friedens- und Konfliktforschung (DGFK) war er wiederholt Mitglied des Konzils und auch des Kuratoriums (1979–1983).
In der Deutschen Vereinigung für Politische Wissenschaften (DVPW) leitete er in den 1970er Jahren die Arbeitsgruppe „Sozialistische Länder“.
In der Arbeitsgruppe „Soziale Verteidigung“ der Vereinigung Deutscher Wissenschaftler (VDW) arbeitete er Anfang der 1970er Jahre mit.
In der Arbeitsgemeinschaft für Friedens- und Konfliktforschung (AFK) war er jahrelang im Vorstand, von 1977 bis 1979 als Vorsitzender.
In den 1980er Jahren war er Initiator eines Arbeitskreises Friedensforschung beim DGB Hessen.
In der International Peace Research Association war er von 1986 bis 1989 im Council.

## Öffentliches Wirken
Jahn war nie Mitglied einer politischen Partei, allerdings in den 1970er und 1980er Jahren Mitglied des Sozialistischen Büros, einer unabhängigen demokratisch-sozialistischen Vereinigung, die u. a. die Monatszeitung „links. Sozialistische Zeitung“ herausgab. Dort arbeitete er von 1971 bis 1977 in der Redaktion mit und veröffentlichte auch zahlreiche Artikel.
Jahn strebte stets danach, sein als Wissenschaftler erarbeitetes Wissen in die öffentliche Debatte einzubringen, so häufig als Referent in Veranstaltungen und in Arbeitskreisen der SPD und der Friedrich-Ebert-Stiftung, später auch der Partei Die Grünen, gelegentlich aber auch in Veranstaltungen der CDU und der FDP, außerdem bei verschiedenen Organisationen der Kriegsdienstverweigerer und der Friedensbewegung. Auch in den Evangelischen Akademien Tutzing, Arnoldshain und Loccum, im Zentrum Innere Führung der Bundeswehr in Koblenz und beim Deutschen Gewerkschaftsbund hielt er zahlreiche Vorträge. In den 1980er Jahren war er Lehrbeauftragter an der Akademie der Arbeit in Frankfurt a. M.
Im November 1981, zur Zeit des Höhepunkts der Auseinandersetzungen um die neue Startbahn West für den Flughafen Frankfurt Main, verfasste Jahn einen Aufruf zur Gründung einer „Freien Volksuniversität Startbahn West. Walduniversität Mörfelden-Walldorf“, der innerhalb weniger Tage die Unterstützung von 16 Professoren, einigen anderen Persönlichkeiten und über 3000 Studenten erhielt und heftige politische Debatten auslöste. 

Ein Walduni-Verein wollte mit Veranstaltungen über Methoden des gewaltfreien Widerstands, die ökonomischen Argumente für und gegen den Startbahnbau, alternative Verkehrs- und Transportplanungen, die Schädigung der Umwelt und der Lebensverhältnisse (Lärmbelästigung), das Verhältnis des politischen Willens der Bevölkerungsmehrheit in Anwohnergemeinden eines Großunternehmens und parlamentarischen Entscheidungen eines Landes und andere Themen den gewaltfreien Widerstand gegen den Startbahnbau unterstützen. Außerdem sollte Forschung über die zukünftige Abstimmung von ökonomischen und ökologischen Bedürfnissen an den bestehenden Universitäten und Forschungsinstituten angeregt werden. Damit sollte also ein Gegenexpertentum aktiviert werden, wie es dann 2010 unter ganz anderen Bedingungen bei den Alternativ-Vorschlägen zum Bahnhofs- und Bahnverkehrsprojekt „Stuttgart 21“ mobilisiert werden konnte. Nach einer Auftaktveranstaltung in Mörfelden-Walldorf im März 1982 mit 500 Teilnehmern kamen jedoch nur noch wenige Vortragsveranstaltungen mit geringer Teilnehmerzahl zustande, als die letzten gerichtlichen Entscheidungen über die Zulässigkeit des Startbahnbaus gefallen waren und der gewaltfreie Widerstand eingestellt wurde. Dennoch existierte das Projekt Wald-Uni insgesamt knapp zehn Jahre lang, entwickelte sich aber immer stärker weg von dem mit seinem Namen verbundenen wissenschaftlichen Anspruch und bestand am Schluss als eine Art alternative oder ökologisch orientierte Volkshochschule. Im Frühjahr 1991 löste sich der das Projekt tragende Trägerverein auf.
Wegen einer von ihm initiierten Solidaritätsaktion zahlreicher Sozialwissenschaftler mit Rudolf Bahro erhielt Jahn im März 1985 ein Einreiseverbot in die DDR, als er mit seinen Studenten eine seit langem vorbereitete Exkursion nach Leipzig antreten wollte. In den Akten des DDR-Staatssicherheitsdienstes wurde er wegen seiner Funktionen in der AFK als einflussreicher Diversant und Spalter der Friedensbewegung bezeichnet, vor allem wohl deshalb, weil er nach seiner Kritik an der NATO-Nachrüstung auch den Einmarsch der sowjetischen Truppen in Afghanistan kritisiert hatte, etwa in der katholischen Zeitung „Publik-Forum“.
Seit Mai 2004 wendete sich Jahn mit seinen Vorlesungen über „Politische Streitfragen in zeitgeschichtlicher Perspektive“ an ein breiteres Publikum sowohl unter den Studenten aller Fachrichtungen als auch unter den älteren Generationen (Seniorenstudium, Universität des dritten Lebensalters).
Am 10. und 11. Februar 2019 nahm Jahn als Experte an einem Werkstattgespräch der CDU im Berliner Konrad-Adenauer-Haus teil, bei dem es um Fragen zur Migrations- und Flüchtlingspolitik in Deutschland und Europa ging. Auf der Homepage der CDU heißt es in Bezug auf die von Jahn bei dieser Veranstaltung vertretene Position:

„Der emeritierte Professor Egbert Jahn schlägt unter anderem die Einrichtung von internationalen Schutzräumen und Siedlungen für Flüchtlinge vor (so genannte „Refugien“). Beim Werkstattgespräch fordert er „den Abbau von Illusionen“. Aus seiner Sicht würden die Flüchtlingszahlen künftig insgesamt nicht sinken. Deutschland sei attraktiv und werde Flüchtlinge immer anziehen. Er sieht das Problem: Wenn Flüchtlinge glauben könnten, sie dürften bleiben, „dann würde das einen weiteren Pull-Faktor“ auslösen. Auch Jahn fordert mehr Konsequenz zwischen Entscheiden und Handeln. Von der CDU wünscht er sich die Integration des Themas in die Debatte in Europa.“

Deutlicher hatte sich Jahn direkt im Anschluss an das Werkstattgespräch in der Bild-Zeitung geäußert:

„Jahn zu BILD: „Ja. Die Flüchtlingssiedlungen sollten auf einer Insel errichtet werden oder in einem abgelegenen Gebiet. Wichtig ist, dass die Mobilität begrenzt ist. Nur auf der Insel bekommen die Flüchtlinge Sozialleistungen.“ Boote Richtung EU-Festland soll es nicht geben, so Jahn, „aber die Möglichkeit auszureisen – in ihre Heimatländer“.
Jahn ist sich sicher: „Menschenrechte werden nicht verletzt.““

Jahns Äußerungen erregten heftigen Widerspruch an der Frankfurter Uni, an der er immer noch Vorlesungen im Rahmen der „Universität des dritten Lebensalters“ hielt, die auch als Veranstaltung für reguläre Bachelorstudenten der Politikwissenschaft anerkannt wurden. Es kam zeitweilig zur Abschaltung seiner Uni-Homepage, und Rassismusvorwürfen seien gegen ihn erhoben worden. „Seine Internetseiten lassen sich wieder aufrufen, und seine Ideen zur Flüchtlingspolitik konnte Egbert Jahn im Forschungsmagazin der Goethe-Uni erläutern.“ Bachelorstudenten aber durfte er weiterhin nicht mehr unterrichten, und eine von Jahn verlangte Entschuldigung seitens der Universität blieb aus.
Ein Jahr später schrieb Jahn in einem Beitrag für die Frankfurter Allgemeine Zeitung, dass zwischen "den Seenotrettern und den professionellen Fluchthelfern alias Schleppern [...] eine Symbiose entstanden" sei. Die Migrationspolitik europäischer Staaten sei nicht auf wachsende Migrationsbewegungen eingestellt. Lücken in Strategie, Gesetzgebung und Grenzschutzmaßnahmen führten dazu, dass Migration nach Europa mit der "absichtlichen oder fahrlässigen Erzeugung von Seenot" verbunden sei. "Seenotrettung" trage ebenfalls zu diesem Problem, da das Geschäft der Schlepper „existentiell abhängig von den Seenotrettern“ sei, „die für sie die moralische Erpressung einiger EU-Staaten betreiben, um sie dazu zu bewegen, die Geretteten aufzunehmen“. Jene, die sich als Retter und Helfer wahrnähmen, hingen einer „sich barbarisch auswirkenden Moral“ an, weil sie Anreize dafür schufen, dass Menschen die Dienste der Organisierten Kriminalität nutzen und sich dabei Risiken aussetzten, in deren Folge mehrere Tausend Migranten beim Versuch der Überfahrt über das Mittelmeer gestorben seien.
In seinem im Prinzip auf die weitere Abschottung Europas abzielenden Plädoyer kommt Jahn auch wieder auf seine im CDU-Werkstattgespräch geäußerten Thesen zurück:

„Eine noch bessere europäische Flüchtlingsaußenpolitik sollte auch die Idee in Erwägung ziehen, exterritoriale Flüchtlingssiedlungen (Refugien) in eigener europäischer Regie in einem europäischen Land selbst oder in einem außereuropäischen Land zu errichten. Dieser Vorschlag könnte längerfristig Erfolgsaussichten haben, weil die internationalen Fluchtbewegungen zunehmen und diese die inneren Widersprüche der europäischen Flüchtlingspolitik deutlicher zum Vorschein bringen werden.“

Jahns Kollegin Nicole Deitelhoff hatte bereits im Mai 2019 davon gesprochen, dass Jahns Vorstellungen von Refugien auf strikt abgeriegelte und durch Stacheldraht und Sicherheitspersonal gesicherte Lager hinausliefen, um die Flucht aus ihnen in die EU zu verhindern. 

„Es gibt idealiter nur drei Wege nach draußen, tot, zurück ins Herkunftsland oder als nützliches Importgut in die EU (je nach Arbeitskraftbedarf). Das ist mehr als zynisch und klingt dann doch nach einem Modell, das wir kennen: Die pazifische Lösung, d.h. die extraterritorialen Lager Australiens auf den Inseln Nauru und Manus. Da kann man in der Tat lernen, wie die Refugien vermutlich aussehen werden: immer wieder gibt es Berichte über menschenunwürdige Zustände, mangelnde Hygiene, Nahrung und medizinische Versorgung. Ärzte ohne Grenzen gehen davon aus, dass mehr als 50 % der Insassen in diesen Lagern selbstmordgefährdet sind, mehr als 1/3 hat bereits einen ernsthaften Suizidversuch unternommen. Beobachter/inn/en der UN kritisieren die Situation in den Lagern aktuell als Folter und Freiluftgefängnis.“

## Schriften (Auswahl)
- Die Deutschen in der Slowakei in den Jahren 1918-1929. Ein Beitrag zur Nationalitätenproblematik. R. Oldenbourg, München/Wien 1971, ISBN 3-486-43321-0.
- Kommunismus – und was dann? Zur Bürokratisierung und Militarisierung des Systems der Nationalstaaten. Rowohlt, Reinbek 1974, ISBN 3-499-11653-7.
- Eine Kritik der sowjet-marxistischen Lehre vom „gerechten Krieg“. In: Reiner Steinweg (Red.): *Der gerechte Krieg: Christentum, Islam, Marxismus (Friedensanalysen 12). Suhrkamp, Frankfurt 1980, ISBN 3-518-11017-9, S. 163–185.
- Der Einfluß der Ideologie auf die sowjetische Außen- und Rüstungspolitik. In: Osteuropa 36 (5, 6, 7/1986), ISSN 0030-6428, S. 356–374, 447–461, 509–521.
- Bürokratischer Sozialismus: Chancen der Demokratisierung? Einführung in die politischen Systeme kommunistischer Länder. Fischer, Frankfurt 1982, ISBN 3-596-26633-5.
- (in Zusammenarbeit mit Pierre Lemaitre und Ole Waever) European Security – Problems of Research on Non-Military Aspects. Copenhagen: Centre of Peace and Conflict Research 1987, ISBN 87-89180-00-3
- Issledovanija problem mira v period i posle konflikta „Vostok-Zapad“. Stat’i poslednich 20 let (Friedensforschung in und nach dem Ost-West-Konflikt. Aufsätze aus zwanzig Jahren) LIT/Progress, Münster/Moskau 1997, ISBN 3-8258-3042-X.
- Politische Streitfragen. VS-Verlag für Sozialwissenschaften, Wiesbaden 2008, ISBN 978-3-531-15833-4.
- (Herausgeber) Nationalismus im spät- und postkommunistischen Europa. 3 Bände. Nomos, Baden-Baden 2008/2009, ISBN 978-3-8329-3873-4, ISBN 978-3-8329-3921-2, ISBN 978-3-8329-3922-9 (Erschienen auch in engl. und russ. Sprache).
- Politische Streitfragen. Band 2: Deutsche Innen- und Außenpolitik. VS-Verlag für Sozialwissenschaften, Wiesbaden 2012, ISBN 978-3-531-18617-7.
  - German Domestic and Foreign Policy. Political Issues Under Debate, Vol. 2, Berlin/Heidelberg: Springer 2015, ISBN 978-3-662-47911-7
- Politische Streitfragen. Band 3: Internationale Politik. VS-Verlag für Sozialwissenschaften, Wiesbaden 2012, ISBN 978-3-531-18618-4.
  - International Politics. Political Issues Under Debate, Vol. 1, Berlin-Heidelberg: Springer 2015, ISBN 978-3-662-47684-0
- Frieden und Konflikt. VS-Verlag für Sozialwissenschaften, Wiesbaden 2012, ISBN 978-3-531-16490-8.
- Politische Streitfragen. Band 4: Weltpolitische Herausforderungen, Wiesbaden: Verlag Springer VS 2015, ISBN 978-3-658-05033-7
- Politische Streitfragen. Band 5: Krieg und Kompromiss zwischen Nationen und Staaten, Wiesbaden: Verlag Springer VS 2019, ISBN 978-3-658-26285-3
  - War and Compromise Betweeen Nations and States. Political Issues Under Debate, Vol. 4, Cham 2020, ISBN 978-3-030-34130-5
- Spornye politiceskie voprosy s tocki zrenija sovremennoj istorii, Moskau: ROSSPEN 2014, ISBN 978-5-8243-1923-1
- Spornye politiceskie voprosy s tocki zrenija sovremennoj istorii, Tom. 2, Vyzovy mirovoj politiki, Moskau: ROSSPEN 2016, ISBN 978-5-8243-2083-1